# Gheorghe Ștefan (inginer)
Gheorghe M. Ștefan (n. 23 aprilie 1948) este un inginer electronist și profesor universitar român, membru corespondent al Academiei Române din 2011. A fost ministru al Învățământului și Științei în Guvernul Petre Roman (2)  (28 iunie 1990 - 16 octombrie 1991). Este membru în catedra de Dispozitive, Circuite și Arhitecturi Electronice a facultății de Electronică, Telecomunicații și Tehnologia Informației din Universitatea Politehnica din București.